# Pallone di sollevamento

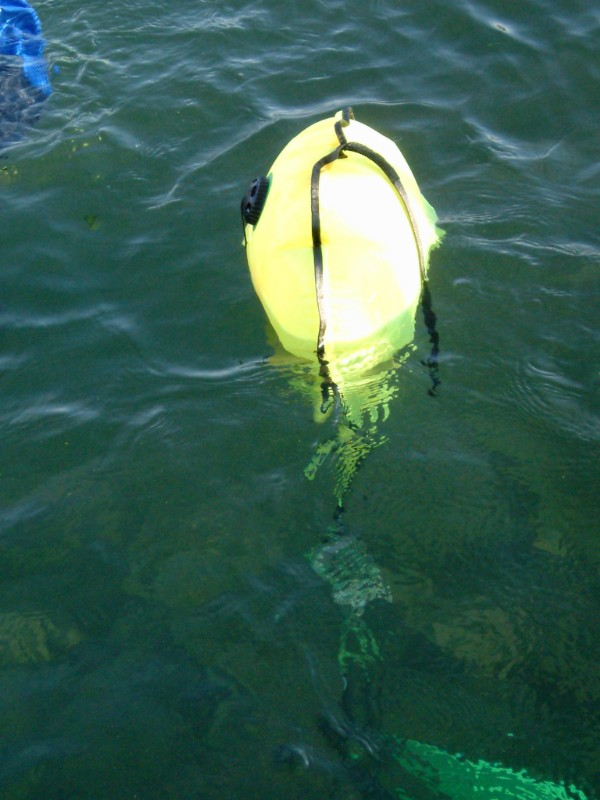
Un piccolo pallone di sollevamento

Un pallone di sollevamento, noto anche come idrodin, o pallone a paracadute è un attrezzo di tipo subacqueo utilizzato dai sommozzatori, prevalentemente professionisti OTS, militari e/o archeologi, per sollevare, grazie al principio di Archimede, oggetti pesanti quali corpi morti, per effettuare recuperi di imbarcazioni e scavi archeologici, vedi recupero cannoni e strutture sommerse. Possono essere principalmente di due tipi, aperto o chiuso.

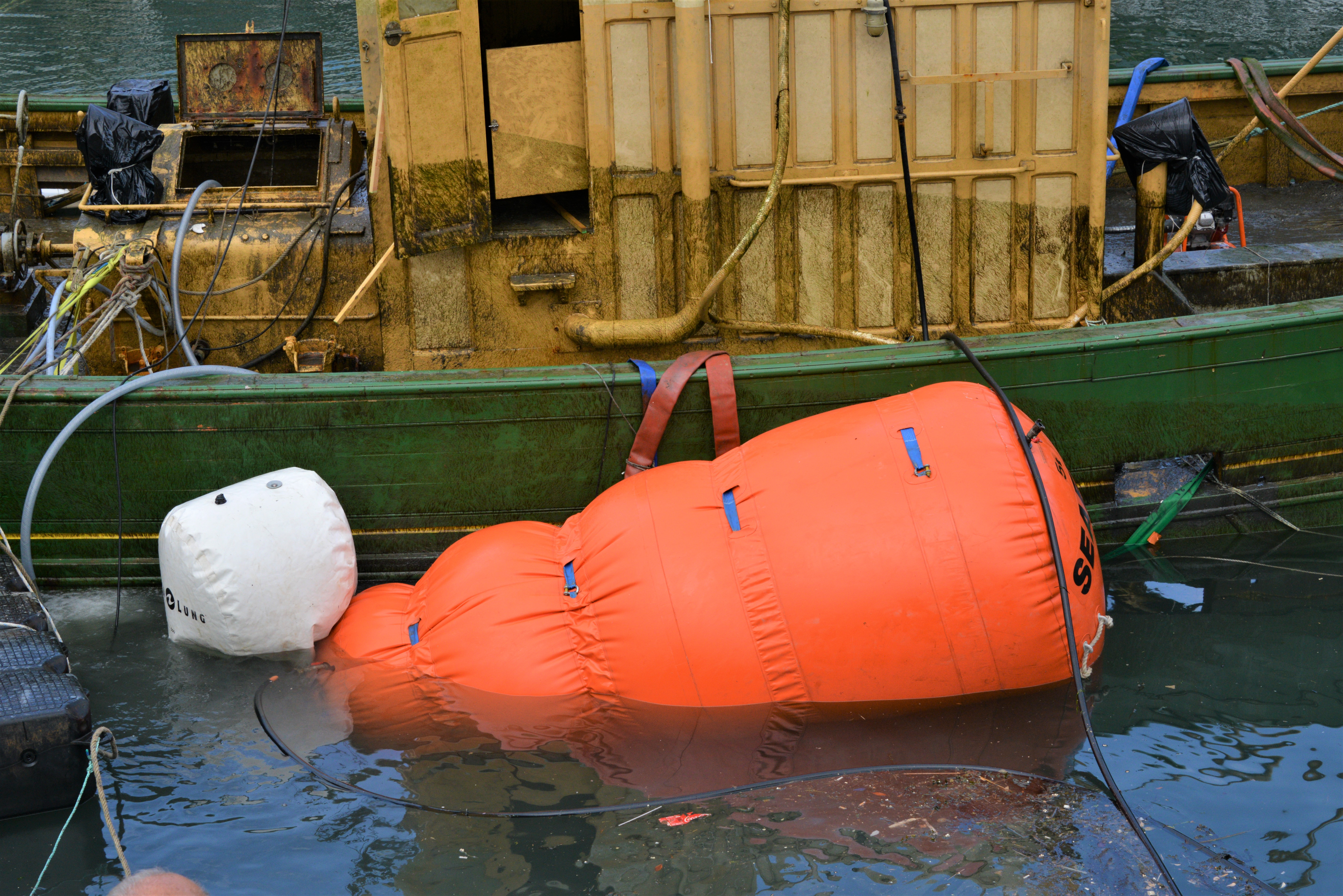
Palloni di tipo aperto, a sinistra, e di tipo chiuso, a destra, in superficie con carico sospeso sommerso durante operazione di recupero

## Storia
Il primo cenno ad un pallone di sollevamento viene dato da Pietro Corzetto Vignot nella relazione tecnica al progetto della "Sfera metidrica" dove, nella sezione VI "Risultato d'emersione" recita: "... , ma riteniamo buono l'osservare come ai cassoni potrebbero sostituirsi sacchi di tela, di gomma o d'altra sostanza impermeabile, i quali, facilissimi all'attacco, servirebbero perfettamente all'estrazione."

## Struttura
I palloni sono realizzati prevalentemente con tela plastificata con polipropilene o polietilene, in questo caso i tagli delle pezze che formano il pallone sono elettrosaldati, o tessuto gommato spalmato con pvc o neoprene, in questo caso sono saldati con colle speciali a freddo e/o a caldo. Nella parte inferiore sono dotati di golfari o anelli di acciaio normale o inox per permettere il fissaggio tramite cime o maniglioni degli oggetti da sollevare. Il tipo aperto è costruito con la tipica forma a pera con la parte inferiore completamente aperta con valvola di scarico manuale o tappo a vite nella parte superiore ed è riempito di aria dalla parte inferiore con l'erogatore del subacqueo operatore o con una frusta connessa ad una bombola o ad un compressore di superficie, mentre il tipo chiuso, prevalentemente realizzato per grandi volumi d'aria, è costruito con forma cilindrica a barile ed è dotato di valvole di sovrappressione per impedire la lacerazione per eventuale eccessiva espansione dell'aria, vien quindi dotato di innesti rapidi con rubinetto a leva connessi ad una o più bombole o compressore di superficie per poterlo riempire d'aria. 
I carichi sollevati in questo modo possono essere spostati orizzontalmente sul fondo o mandati in superficie.

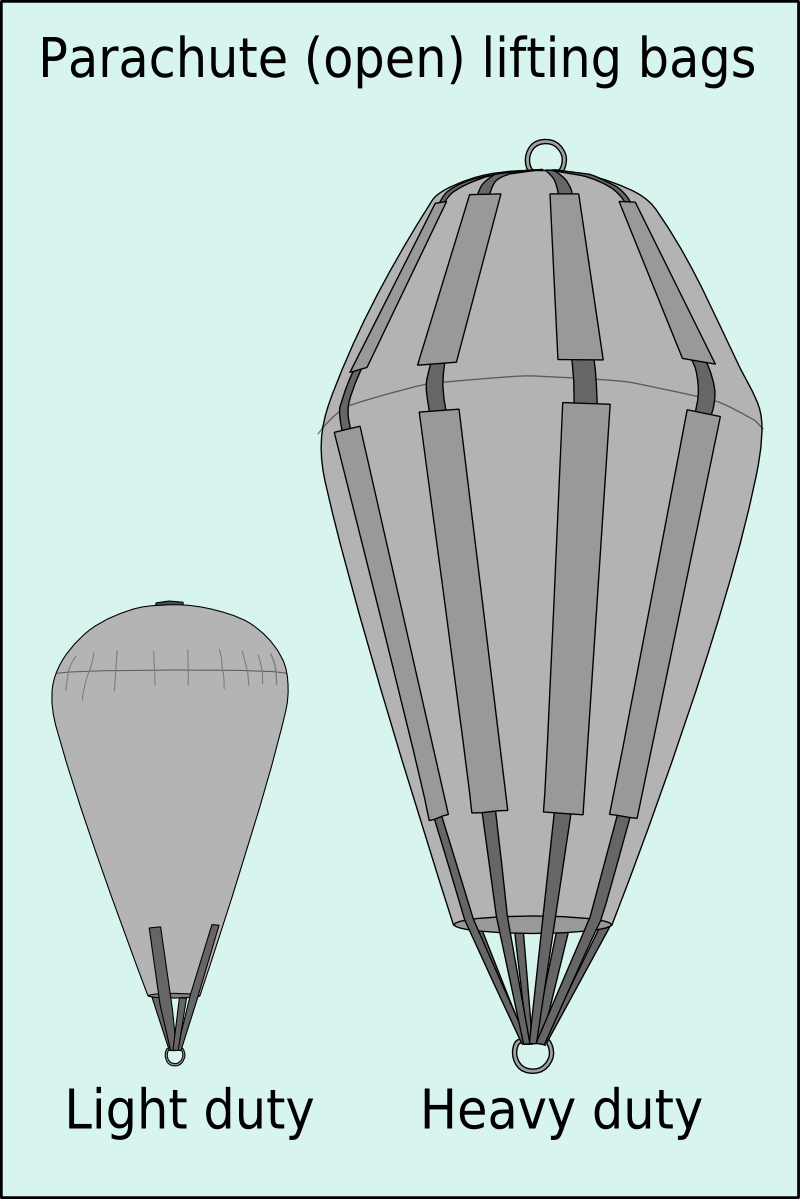
Palloni di tipo aperto a paracadute

### Valvola di scarico o sovrappressione
Nei palloni di tipo aperto nella parte superiore è presente una valvola di scarico manuale con cavetto corto o lungo, per permettere all'operatore di scaricare l'aria in eccesso e permettere la regolazione del volume così da consentire il mantenimento di un volume costante d'aria e quindi uno spostamento del carico sul fondo o la risalita dello stesso a velocità lenta e graduale. Nel caso di un pallone di tipo chiuso sono presenti una o più valvole di sovrappressione che scaricano l'aria automaticamente quando per l'espansione della stessa in risalita il pallone si può dilatare eccessivamente e quindi così si evita la lacerazione dello stesso dato che la velocità di risalita aumenta di mano in mano che il pallone risale visto che l'aria, per la legge di Boyle, si espande con il diminuire della profondità e di conseguenza della pressione circostante.

## Capacità di sollevamento

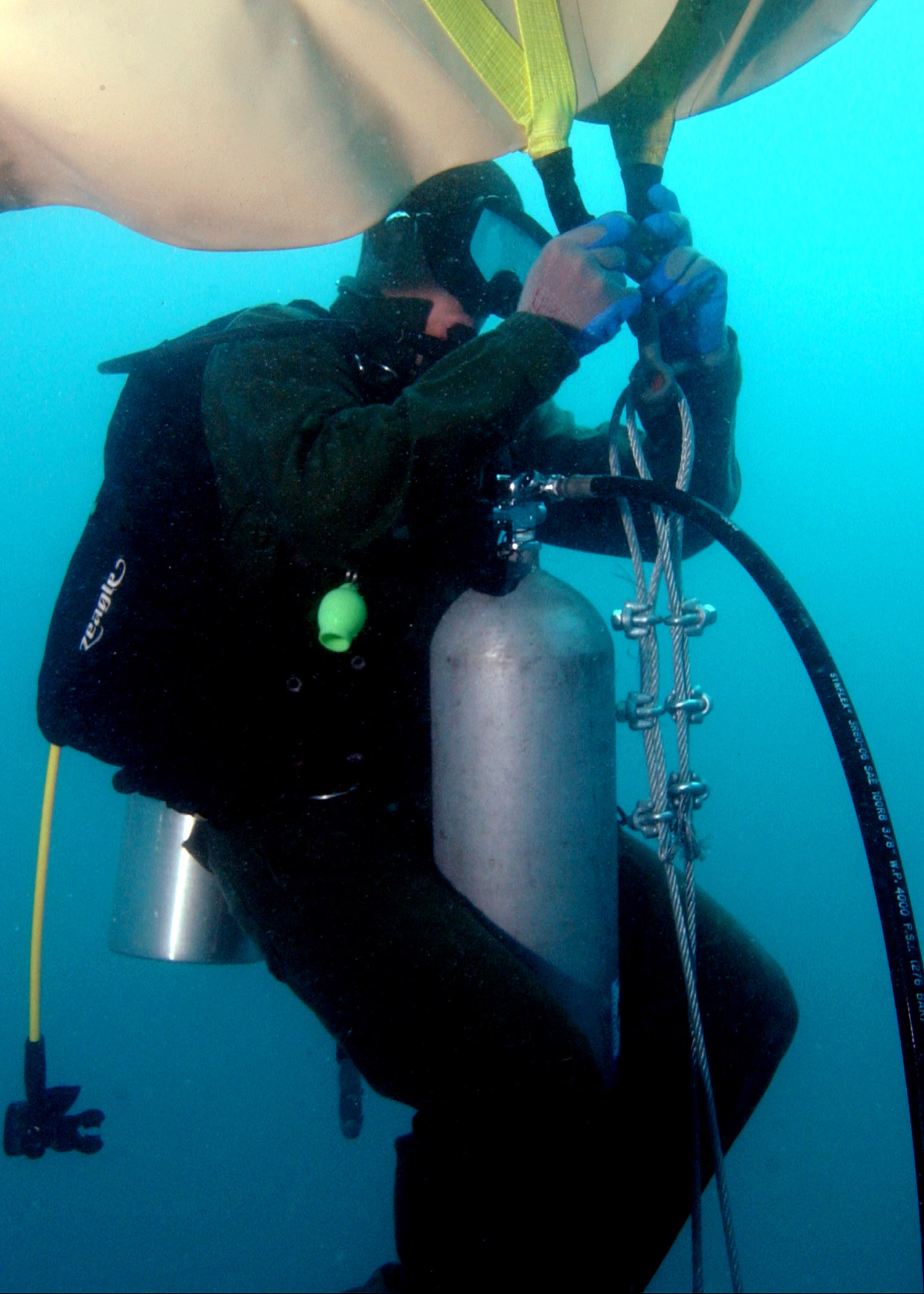
Utilizzo di un pallone di sollevamento

Il volume dei palloni determina la loro capacità di sollevamento: quindi questi sono realizzati con varie tipologie di volume e possono essere dai piccoli, per sollevare per esempio piccole ancore, eliche o motori fuoribordo perduti accidentalmente, quindi da 30, 50 o 100 litri e grandi da 500, 1.000, 3.000, 5.000, 10.000 ed oltre, in grado quindi di sollevare anche oggetti pesanti quali grandi ancore di navi, residui bellici, corpi morti o imbarcazioni affondate. Da considerare che in fisica un litro di aria sposta 1 kg, quindi ad esempio un pallone da 1.000 litri pieno di aria al massimo del suo volume può sollevare un peso di una tonnellata. 
Da tenere conto che per il principio di Archimede il corpo da sollevare già riceve una spinta verso l'alto pari al peso dell'acqua che sposta, un pallone è quindi in grado di spostare oggetti di massa superiore alla spinta che riesce a sviluppare, quindi nei calcoli da eseguire per progettare un recupero o lo spostamento di oggetti pesanti bisogna valutare questo fattore.